# Hermonassa anthracina
Hermonassa anthracina là một loài bướm đêm trong họ Noctuidae.